# Drones Tour
Tournées par Muse
The 2nd Law Tour 
(2012-2014) Simulation Theory World Tour
Le Drones Tour est la tournée de promotion du septième album du groupe Muse, Drones. Trois dates ont été annoncées le 5 novembre pour l'Allemagne et l'Autriche  suivies par d'autre date en novembre et décembre. Le 25 novembre, trois dates ont été annoncées pour les festivals Musilac, Main Square Festival et les Vieilles Charrues , en France. La tournée débute le 29 mai 2015 par le festival allemand Rockavaria de Munich.
Le 11 mars, une mini-tournée anglaise de six dates est annoncée. Cette tournée s'appelle Psycho UK Tour . 
Le Drones World Tour a vendu 1.2 million de tickets pour une recette $88.5 millions de dollars sur 98 dates. Les dates en festivals n'ont pas été reportées.

## Membres présents sur scène
- Matthew Bellamy : chant, guitare, piano.
- Dominic Howard : batterie, percussions.
- Christopher Wolstenholme : basse, chant, guitare, chœurs.
- Morgan Nicholls : claviers, samples, guitare, percussions.

## Psycho UK Tour: mini-tournée britannique
La mini-tournée Psycho UK Tour est annoncée le 11 mars 2015, soit 4 jours avant le début des concerts. Le groupe dévoile les dates lors de l'annonce officielle.
| Psycho UK Tour |            |             |                    |
| Date           | Ville      | Pays        | Salle              |
| 15 mars 2015   | Belfast    | Royaume-Uni | Ulster Hall        |
| 16 mars 2015   | Glasgow    | Royaume-Uni | Barrowland         |
| 19 mars 2015   | Newport    | Royaume-Uni | Newport Centre     |
| 20 mars 2015   | Exeter     | Royaume-Uni | The Great Hall     |
| 22 mars 2015   | Manchester | Royaume-Uni | Manchester Academy |
| 23 mars 2015   | Brighton   | Royaume-Uni | Bringhton Dome     |

## Psycho US Tour: mini-tournée américaine
| Psycho US Tour |             |            |                     |
| Date           | Ville       | Pays       | Salle               |
| 08 mai 2015    | New York    | États-Unis | Webster Hall        |
| 09 mai 2015    | New York    | États-Unis | iHeartRadio Theater |
| 15 mai 2015    | Los Angeles | États-Unis | The Mayan           |
| 16 mai 2015    | Irvine      | États-Unis | KROQ’s Weenie Roast |

## The Drones World Tour
| Date                     | Ville               | Pays               | Festival / Arène / Salle               |
| Europe                   | Europe              | Europe             | Europe                                 |
| ------------------------ | ------------------- | ------------------ | -------------------------------------- |
| 23 mai 2015              | Norwich             | Royaume-Uni        | Radio 1's Big Weekend                  |
| 29 mai 2015              | Munich              | Allemagne          | Rockavaria                             |
| 30 mai 2015              | Nürburg             | Allemagne          | Der Ring                               |
| 5 juin 2015              | Vienne              | Autriche           | Rock In Vienna                         |
| 6 juin 2015              | Bienne              | Suisse             | Sonisphere                             |
| 12 juin 2015             | Landgraaf           | Pays-Bas           | Pinkpop                                |
| 13 juin 2015 ,           | Derby               | Royaume-Uni        | Download Festival                      |
| 14 juin 2015             | Varsovie            | Pologne            | Orange Warsaw                          |
| 19 juin 2015             | Moscou              | Russie             | Park Live                              |
| 21 juin 2015             | Saint-Pétersbourg   | Russie             | Greenfest                              |
| 24 juin 2015             | Seinäjoki           | Finlande           | Provinssirock                          |
| 26 juin 2015             | Norrköping          | Suède              | Bravalla Festival                      |
| 28 juin 2015             | Werchter            | Belgique           | Rock Werchter                          |
| 30 juin 2015             | Cologne             | Allemagne          | Gloria Theater                         |
| 2 juillet 2015           | Roskilde            | Danemark           | Roskilde Festival                      |
| 4 juillet 2015           | Arras               | France             | Main Square Festival                   |
| 5 juillet 2015           | Roeser              | Luxembourg         | Rock-A-Field                           |
| 9 juillet 2015           | Lisbonne            | Portugal           | NOS Alive Festival                     |
| 11 juillet 2015          | Bilbao              | Espagne            | BBK Live                               |
| 13 juillet 2015          | Aix-les-Bains       | France             | Musilac                                |
| 16 juillet 2015          | Carhaix             | France             | Les Vieilles Charrues                  |
| 18 juillet 2015          | Rome                | Italie             | Rock In Roma                           |
| Asie                     |                     |                    |                                        |
| 24 juillet 2015          | Naeba               | Japon              | Fuji Rock Festival                     |
| Europe                   |                     |                    |                                        |
| 11 septembre 2015        | Londres             | Royaume-Uni        | Electric Ballroom                      |
| 12 septembre 2015        | Berlin              | Allemagne          | Lollapalooza Berlin                    |
| 13 septembre 2015        | Berlin              | Allemagne          | Lollapalooza Berlin                    |
| 16 septembre 2015        | Bruxelles           | Belgique           | Music For Life at Ancienne Belgique    |
| Asie                     |                     |                    |                                        |
| 19 septembre 2015        | Pékin               | Chine              | MasterCard Center                      |
| 21 septembre 2015        | Shanghai            | Chine              | Mercedes-Benz Arena                    |
| 23 septembre 2015        | Bangkok             | Thaïlande          | Impact Arena                           |
| 26 septembre 2015        | Singapour           | Singapour          | Singapore Indoor Stadium               |
| 28 septembre 2015        | Hong Kong           | Hong Kong          | AsiaWorld–Expo                         |
| 30 septembre 2015        | Séoul               | Corée du Sud       | Olympic Gymnastic Arena                |
| Amérique du Sud          |                     |                    |                                        |
| 15 octobre 2015          | Santiago            | Chili              | Movistar Arena                         |
| 17 octobre 2015          | Buenos Aires        | Argentine          | Complejo Al Rio                        |
| 19 octobre 2015          | Córdoba             | Argentine          | Orfeo Superdomo                        |
| 22 octobre 2015          | Rio de Janeiro      | Brésil             | HSBC Arena                             |
| 24 octobre 2015          | São Paulo           | Brésil             | Allianz Parque                         |
| 27 octobre 2015          | Bogota              | Colombie           | Parque Deportivo 222                   |
| Amérique du Nord         |                     |                    |                                        |
| 17 novembre 2015         | Mexico              | Mexique            | Palacio de los Deportes                |
| 18 novembre 2015         | Mexico              | Mexique            | Palacio de los Deportes                |
| 20 novembre 2015         | Mexico              | Mexique            | Palacio de los Deportes                |
| 21 novembre 2015         | Mexico              | Mexique            | Corona Capital                         |
| 1er décembre 2015        | Houston             | États-Unis         | Toyota Center                          |
| 02 décembre 2015         | Dallas              | États-Unis         | American Airlines Center               |
| 05 décembre 2015         | Phoenix             | États-Unis         | Gila River Arena                       |
| 06 décembre 2015         | Las Vegas           | États-Unis         | Mandalay Bay                           |
| 10 décembre 2015         | Vancouver           | Canada             | Rogers Arena                           |
| 13 décembre 2015         | Seattle             | États-Unis         | KeyArena                               |
| 13 décembre 2015         | Portland            | États-Unis         | Moda Center                            |
| 15 décembre 2015         | Oakland             | États-Unis         | Oracle Arena                           |
| 16 décembre 2015         | San Diego           | États-Unis         | Valley View Casino Center              |
| 18 décembre 2015         | Los Angeles         | États-Unis         | Staples Center                         |
| 19 décembre 2015         | Los Angeles         | États-Unis         | Staples Center                         |
| 13 janvier 2016          | Chicago             | États-Unis         | United Center                          |
| 14 janvier 2016          | Detroit             | États-Unis         | Joe Louis Arena                        |
| 16 janvier 2016          | Toronto             | Canada             | Air Canada Centre                      |
| 18 janvier 2016          | Québec              | Canada             | Centre Vidéotron                       |
| 20 janvier 2016          | Montréal            | Canada             | Centre Bell                            |
| 21 janvier 2016          | Montréal            | Canada             | Centre Bell                            |
| 23 janvier 2016          | Québec              | Canada             | Centre Vidéotron                       |
| 25 janvier 2016          | Boston              | États-Unis         | TD Garden                              |
| 27 janvier 2016          | New York            | États-Unis         | Barclays Center                        |
| 29 janvier 2016          | Newark              | États-Unis         | Prudential Center                      |
| 31 janvier 2016          | Philadelphie        | États-Unis         | Wells Fargo Center                     |
| 1er février 2016         | Washington DC       | États-Unis         | Verizon Center                         |
| Europe                   |                     |                    |                                        |
| 26 février 2016          | Paris               | France             | AccorHotels Arena                      |
| 27 février 2016          | Paris               | France             | AccorHotels Arena                      |
| 29 février 2016          | Paris               | France             | AccorHotels Arena                      |
| 1er mars 2016            | Paris               | France             | AccorHotels Arena                      |
| 03 mars 2016             | Paris               | France             | AccorHotels Arena                      |
| 04 mars 2016             | Paris               | France             | AccorHotels Arena                      |
| 06 mars 2016             | Cologne             | Allemagne          | Lanxess Arena                          |
| 07 mars 2016             | Amsterdam           | Pays-Bas           | Ziggo Dome                             |
| 09 mars 2016             | Amsterdam           | Pays-Bas           | Ziggo Dome                             |
| 10 mars 2016             | Amsterdam           | Pays-Bas           | Ziggo Dome                             |
| 12 mars 2016             | Bruxelles           | Belgique           | Palais 12                              |
| 13 mars 2016             | Bruxelles           | Belgique           | Palais 12                              |
| 15 mars 2016             | Bruxelles           | Belgique           | Palais 12                              |
| 16 mars 2016             | Bruxelles           | Belgique           | Palais 12                              |
| 31 mars 2016             | Munich              | Allemagne          | Olympiahalle                           |
| 02 avril 2016            | Birmingham          | Royaume-Uni        | Barclaycard Arena                      |
| 03 avril 2016            | Londres             | Royaume-Uni        | O2 Arena                               |
| 05 avril 2016            | Dublin              | Irlande            | 3Arena                                 |
| 06 avril 2016            | Belfast             | Royaume-Uni        | The SSE Arena                          |
| 08 avril 2016            | Manchester          | Royaume-Uni        | Manchester Arena                       |
| 09 avril 2016            | Manchester          | Royaume-Uni        | Manchester Arena                       |
| 11 avril 2016            | Londres             | Royaume-Uni        | The O2 Arena                           |
| 12 avril 2016            | Londres             | Royaume-Uni        | The O2 Arena                           |
| 13 avril 2016            | Londres             | Royaume-Uni        | The O2 Arena                           |
| 14 avril 2016            | Londres             | Royaume-Uni        | The O2 Arena                           |
| 17 avril 2016            | Glasgow             | Royaume-Uni        | SSE Hydro                              |
| 18 avril 2016            | Glasgow             | Royaume-Uni        | SSE Hydro                              |
| 30 avril 2016            | Ischgl              | Autriche           | Top of the Mountain                    |
| 02 mai 2016              | Lisbonne            | Portugal           | MEO Arena                              |
| 03 mai 2016              | Lisbonne            | Portugal           | MEO Arena                              |
| 05 mai 2016              | Madrid              | Espagne            | Barclaycard Center                     |
| 06 mai 2016              | Madrid              | Espagne            | Barclaycard Center                     |
| 09 mai 2016              | Vienne              | Autriche           | Wiener Stadthalle                      |
| 11 mai 2016              | Zurich              | Suisse             | Hallenstadion                          |
| 12 mai 2016              | Zurich              | Suisse             | Hallenstadion                          |
| 14 mai 2016              | Milan               | Italie             | Mediolanum Forum                       |
| 15 mai 2016              | Milan               | Italie             | Mediolanum Forum                       |
| 17 mai 2016              | Milan               | Italie             | Mediolanum Forum                       |
| 18 mai 2016              | Milan               | Italie             | Mediolanum Forum                       |
| 20 mai 2016              | Milan               | Italie             | Mediolanum Forum                       |
| 21 mai 2016              | Milan               | Italie             | Mediolanum Forum                       |
| 03 juin 2016             | Berlin              | Allemagne          | Mercedes-Benz Arena                    |
| 04 juin 2016             | Prague              | République tchèque | O2 Arena                               |
| 06 juin 2016             | Hambourg            | Allemagne          | Barclaycard Arena                      |
| 08 juin 2016             | Copenhague          | Danemark           | Forum Copenhagen                       |
| 09 juin 2016             | Copenhague          | Danemark           | Forum Copenhagen                       |
| 11 juin 2016             | Stockholm           | Suède              | Ericsson Globe                         |
| 12 juin 2016             | Oslo                | Norvège            | Telenor Arena                          |
| 14 juin 2016             | Helsinki            | Finlande           | Hartwall Arena                         |
| 16 juin 2016             | Riga                | Lettonie           | Riga Arena                             |
| 17 juin 2016             | Kaunas              | Lituanie           | Žalgirio Arena                         |
| 21 juin 2016             | Moscou              | Russie             | Olimpiski                              |
| 24 juin 2016             | Pilton              | Royaume-Uni        | Glastonbury Festival                   |
| 28 juin 2016 ,           | Paris               | France             | Fan Zone de l'Euro 2016 de Football    |
| 30 juin 2016             | Marmande            | France             | Garorock                               |
| 02 juillet 2016          | Montreux            | Suisse             | Montreux Jazz Festival                 |
| 08 juillet 2016          | Kiev                | Ukraine            | U-Park Festival                        |
| 14 juillet 2016          | Berne               | Suisse             | Gurten Festival                        |
| 16 juillet 2016          | Benicàssim          | Espagne            | Festival International de Benicàssim   |
| 18 juillet 2016          | Nîmes               | France             | Festival de Nîmes                      |
| 19 juillet 2016          | Nyon                | Suisse             | Paleo Festival Nyon                    |
| 23 juillet 2016          | Athènes             | Grèce              | Ejekt Festival                         |
| 26 juillet 2016 (annulé) | Istanbul            | Turquie            | Nebula Festival                        |
| 29 juillet 2016          | Bucarest            | Roumanie           | Rock The City                          |
| 08 aout 2016             | Reykjavik           | Islande            | Laugardalshöll                         |
| 13 août 2016             | Budapest            | Hongrie            | Sziget Festival                        |
| 19 août 2016             | Biddinghuizen       | Pays-Bas           | Lowlands Festival                      |
| 20 août 2016             | Constance           | Allemagne          | Rock Am See                            |
| 21 août 2016             | Cracovie            | Pologne            | Kraków Live Festiva                    |
| Amérique du Nord         |                     |                    |                                        |
| 18 mai 2017              | Orlando             | États-Unis         | SHAPPHIRE NOW + ASUG Annual Conference |
| 20 mai 2017              | West Palm Beach     | États-Unis         | Perfect Vodka Amphitheatre             |
| 21 mai 2017              | Tampa               | États-Unis         | Midflorida Credit Union Amphitheatre   |
| 3 juin 2017              | Nashville           | États-Unis         | Ascend Amphitheater                    |
| 2-4 juin 2017            | Cincinnati          | États-Unis         | Bunbury Festival                       |
| 6 juin 2017              | Atlanta             | États-Unis         | Lakewood Amphitheatre                  |
| 8 juin 2017              | La Nouvelle-Orléans | États-Unis         | Bold Sphere at Champions Square        |
| 10 juin 2017             | Austin              | États-Unis         | Austin360 Amphitheater                 |
| 12 juin 2017             | Kansas City         | États-Unis         | Starlight Theatre                      |
| 13 juin 2017             | Saint-Louis         | États-Unis         | Hollywood Casino Amphitheatre          |
| 15 juin 2017             | Charlotte           | États-Unis         | PNC Music Pavillion                    |
| 16-18 juin 2017          | Dover               | Firefly Festival   |                                        |
| 15 juillet 2017          | Ottawa              | Canada             | RBC Bluefest                           |
| 16 juillet 2017          | Québec              | Canada             | Festival d'été de Québec               |
| 18 juillet 2017          | Toronto             | Canada             | Budweiser Stage                        |
| 22 juillet 2017          | Wantagh             | États-Unis         | Nikon at Jones Beach Thheater          |
| 1er août 2017            | Burgettstown        | États-Unis         | Kaybank Pavillion                      |
| 4-6 août 2017            | Montréal            | Canada             | Osheaga Festival Musique et Arts       |
| Europe                   |                     |                    |                                        |
| 25 août 2017             | Reading             | Royaume-Uni        | Reading and Leeds Festivals            |
| 27 août 2017             | Leeds               | Royaume-Uni        | Reading and Leeds Festivals            |
| Amérique du Nord         |                     |                    |                                        |
| 15 septembre 2017        | San Francisco       | États-Unis         | Shoreline Pavillion                    |
| 18 septembre 2017        | Denver              | États-Unis         | Red Rocks Amphitheatre                 |
| 20 septembre 2017        | Salt Lake City      | États-Unis         | Usana Amphitheatre                     |